# 画筆

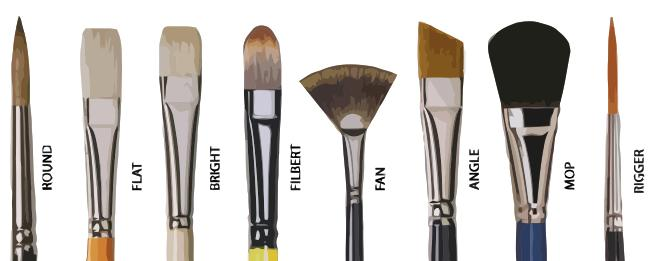
様々な種類の画筆

画筆（がひつ、英: Paintbrush）は、絵画を描くのに用いる筆。油彩画筆・水彩画筆・日本画筆などに分類される。絵筆（えふで）ともいう。

## 概要

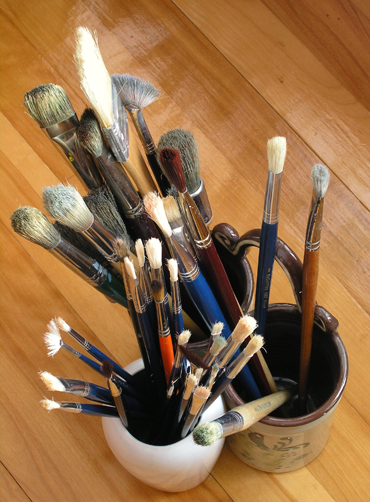
絵筆

フィルバート（平）、フラット（平）、ラウンド（丸）、ファン（扇）などの形状がある。原毛は天然毛（獣毛）と合成毛（合成繊維）に分けられる。硬さによって、剛毛と柔毛・和毛(にこげ)に分けることも可能である。筆は同じ形状でも毛質によって描き味が異なる。
油絵具は、ふつう剛毛筆を用い面的に塗布するので、平型、特にフィルバートが好まれる。剛毛筆を用いるのは絵具に粘りがあるからであるが、繊細な描写にはイタチ毛などの柔毛筆の腰のあるものが好まれる。
他方、水彩絵具では絵具の操作に大きな力を要さないので、極めて柔らかく繊細なリス毛が重宝されている。リス毛とは反対に弾力のあるイタチ毛は、緻密な表現が容易であるため好まれている。一部はコリンスキーと呼ばれ区別され、極めて高価である。

## 原毛に採用される主な動物
- ブタ - 白豚毛は、油彩用として最重要の原毛。
- リス - 黒色のリス毛は、極めて柔らかくしなやかで含みが良い。白色のリス毛は日本画筆の金泥刷毛などに使われる。
- クロテン（Sable） - ロシアンセーブル(Russian sable) などと呼ばれる。揃いが良く、弾力があり、高価。
- チョウセンイタチ - レッドセーブル(Red sable、コリンスキー) などと呼ばれる。揃いが良く、弾力があり、高価。
- ヨーロッパケナガイタチ（European polecat） - ブラック セーブル（Black sable）、フィッチ(fitch)、ポールキャットの名で知られる。毛はレッド セーブルよりは固く太いが、揃いは良く、弾力もある。
- マングース
- アナグマ
- ムジナ - 主にアナグマを指すが、タヌキやハクビシンを指したり、これらの種をはっきり区別することなくまとめて指している場合もある。
- オロンピ - パーミー。
- タヌキ
- ウマ - 日本ではイミテーションオックスの主要原毛として採用されて重宝されている。単独で採用される場合もある。「熊毛」はウマの毛を指すことがある。
- ウシ
- ヤギ - 「羊毛」はヤギの毛を指す。
- ネズミ - 和筆にはネズミの毛を用いたものもある。
- ジャコウネコ - 2000年前後に、世界最大のブラシ専門メーカーであるラファエルのラインアップから消滅した。また、それ以前から重要な原毛ではないという指摘はされていた。
- ネコ - 白猫の背筋毛のみが使用される。

### その他の原毛
- 合成繊維
- ポリアミド - ナイロン
- ポリエステル - ダクロン（アメリカ・デュポンの商標）、テトロン（帝人と東レの共同商標）
- ポリプロピレン
- アクリル樹脂